# 2-я Утиная улица
2-я Ути́ная улица — улица в Приморском районе Санкт-Петербурга, исторических районах Коломяги и Озерки. Проходит от Мгинского переулка до Афонской улицы. Параллельна Первомайскому проспекту.

## История наименования
1-я и 2-я Утиные улицы возникли в 1920-е годы. По воспоминаниям старожилов, здесь разводили уток, оттого и повелись такие названия.

## Пересечения
- Мгинский переулок
- Афонская улица

## Транспорт
Ближайшие ко 2-й Утиной улице станции метро — «Удельная» и «Озерки» 2-й (Московско-Петроградской) линии. Ближайшие железнодорожные платформы — Удельная и Озерки.
Движение наземного общественного транспорта по улице отсутствует.